# Борщівська міська територіальна громада
Борщівська міська громада — територіальна громада в Україні, у Чортківському районі Тернопільської области. Адміністративний центр — м. Борщів.
Площа громади — 412,0 км², населення — 29 386 осіб (2020).

## Історія
Утворена 30 червня 2016 р. шляхом об'єднання Борщівської міської ради та Верхняківської, Висічанської, Королівської, Мушкатівської, Пищатинської, Стрілковецької, Циганської сільських рад Борщівського району.
До 19 липня 2020 р. належала до Борщівського району.
20 листопада 2020 р. до складу громади увійшла Бабинецька, Вовковецька, Глибочецька, Жилинська, Кривченська, Ланівецька, Озерянська, Пилатківська, Сапогівська, Сков’ятинська, Шупарська сільські ради Чортківського району.

## Населені пункти
У складі громади 1 місто (Борщів) і 25 сіл:
- Бабинці
- Верхняківці
- Висічка
- Вовківці
- Глибочок
- Грабівці
- Жилинці
- Козаччина
- Констанція
- Королівка
- Кривче
- Ланівці
- Мушкатівка
- Озеряни
- Пилатківці
- Пищатинці
- Сапогів
- Сков'ятин
- Слобідка-Мушкатівська
- Стрілківці
- Тулин
- Худіївці
- Цигани
- Шишківці
- Шупарка